# Freedom of the Seas
Freedom of the Seas é um navio de passageiros operado pela Royal Caribbean International e construído pelos estaleiros da Aker Yards Oy em Turku, Finlândia. Ele é a primeira embarcação da Classe Freedom de cruzeiros, sendo seguido pelo Liberty of the Seas e Independence of the Seas.

## Construção
O Freedom of the Seas foi construído nos estaleiros da STX Europe, em Turku, Finlândia que também construiu os outros navios da Classe Freedom. Na sua conclusão se tornou o maior navio de passageiros já construído.
O Freedom como também é conhecido tem 2,4 metros a menos de linha d'água; é 6 metros mais curto e tem 1,5 metro de pintura a menos que o Queen Mary 2. O Freedom porém é maior em tonelagem total. Sua tonelagem que é de 154 407 t foi calculada pela Det Norske Veritas, uma sociedade de classificação marítima norueguesa, que comparou com as 148 528 t do QM2. O Freedom  ainda tem a tonelagem total mais alta do que qualquer navio de passageiros já construído.

## Características
O navio caracteriza-se por ter três áreas de natação, um parque aquático interativo, o H2O Zone, uma piscina para adultos e a piscina principal. Características de uma área coberta de esportes com atividades como escalada em parede rochosa, a FlowRider (um gerador de ondas para se surfar), um campo de golfe de miniatura e uma quadra de basquetebol de tamanho original. Outros serviços incluem uma pista de patinação de gelo, um cassino, um Johnny Rockets, redes Wi-Fi ao longo do navio, televisões planas em todos os camarotes e conectividade com o telefone celular.

## Carreira

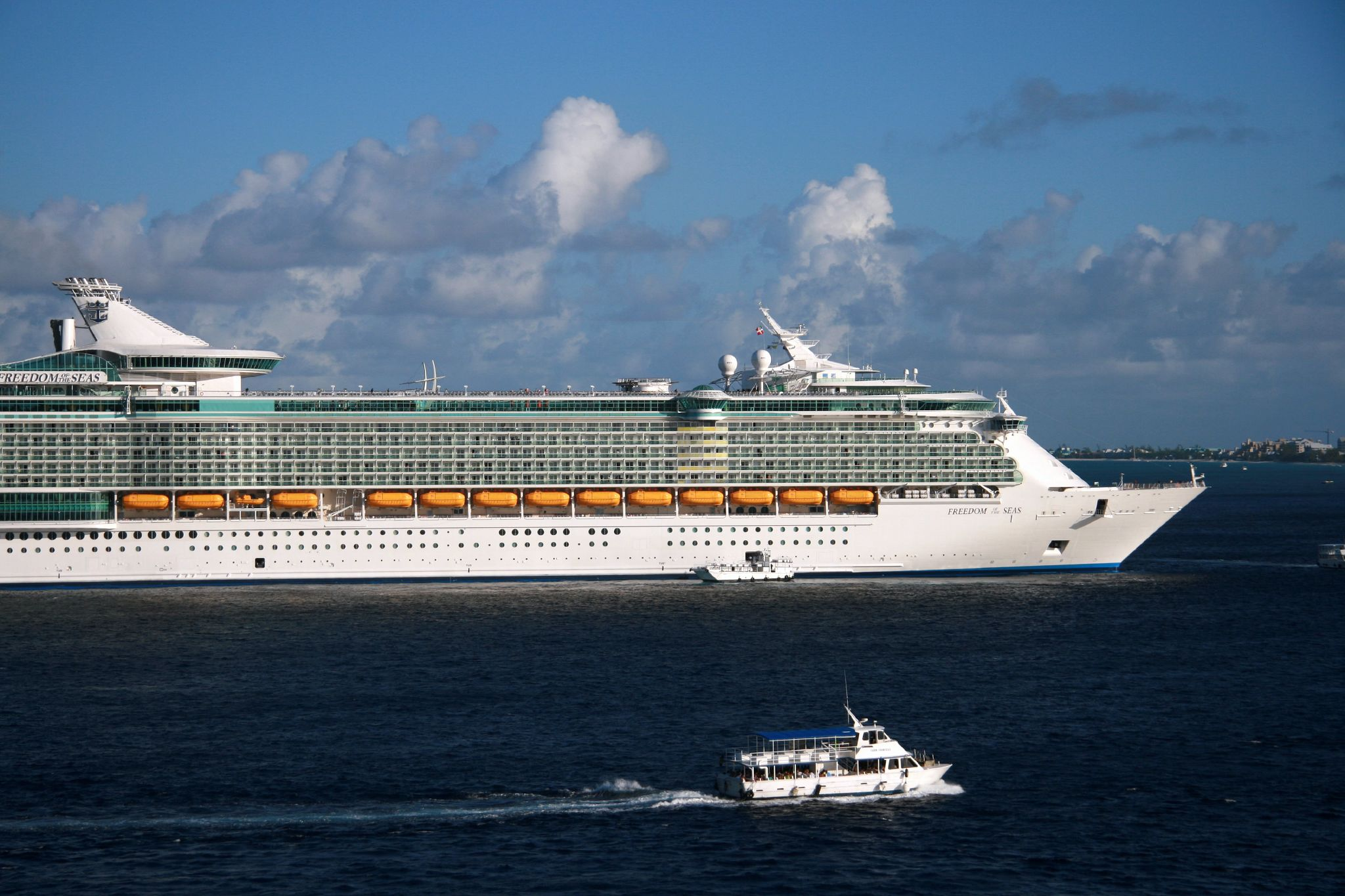
Freedom of the Seas durante uma viagem.

O Freedom of the Seas foi ancorado no porto alemão de Hamburgo no dia 17 de abril de 2006, para retoques finais antes de ser oficialmente entregue à Royal Caribbean International no dia 24 de abril do mesmo ano. Ele partiu para Oslo no dia 25 de abril para as festividades oficiais. Navegou então para Southampton no dia 27 de abril e chegou às 9 da manhã no dia 27 de abril. Fez a sua primeira viagem transatlântica no dia 3 de maio de 2006.
O Freedom chegou ao porto de Nova Iorque para a cerimônia de nomeação oficial no dia 12 de maio]]e 2006, transmitida ao vivo pela rede de televisão NBC. Depois disso viajou para Boston durante o fim de semana de 19 a 22 de maio. Ele começou as operações primeiro fora de Miami com viagem inicial no dia 4 de junho, navegando a locais caribenhos ocidentais no México, as Ilhas de Caimães e Jamaica como também Labadee, no Haiti, um dos recursos privados da Royal Caribbean.
A partir de 2009 os navios da Classe Freedom, a qual o Freedom e os seus navios irmãos pertencem recebem a companhia dos novos navios da Classe Oasis da Royal Caribbean International.